# Clavellistes
Clavellistes är ett släkte av kräftdjur som beskrevs av Sueo M. Shiino 1963. Clavellistes ingår i familjen Lernaeopodidae.
Släktet innehåller bara arten Clavellistes lampri.